# Félicette
Félicette – jedyny kot, który odbył udany lot kosmiczny. Wykonała lot suborbitalny 18 października 1963 roku. Był to jednocześnie pierwszy kot w historii wysłany w kosmos.

## Misja Félicette

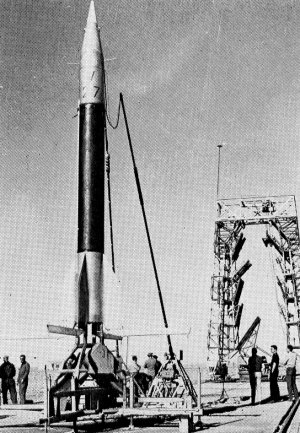
Francuska rakieta Véronique podobna do tej, w której wystartowała Félicette

### Przygotowania
Loty z wykorzystaniem żywego zwierzęcia, mające testować pojazdy kosmiczne pod kątem przyszłych lotów ludzi, przeprowadzane były zarówno przez ZSRR (gdzie wysyłano w kosmos psy), jak i USA (gdzie wysyłano m.in. szympansy). We Francji przygotowaniem lotu ze zwierzęcym kosmonautą zajmował się Centre national d’études (obecnie CNES). Przygotowaniem samych zwierząt zajmował się Centre d'Enseignement et de Recherches de Médecine Aéronautique (CERMA), gdzie grupa czternastu kotów przechodziła testy na wirówkach i w komorach dekompresyjnych. Do lotu przeznaczono pierwotnie kocura imieniem Felix. Jednak w dniu lotu, 18 października, kocur uciekł naukowcom, w związku z tym postanowiono zastąpić go kotką Félicette, bezdomnym zwierzęciem schwytanym w Paryżu.

### Lot w kosmos
18 października 1963 o 8:09, czarno-biała kotka Félicette wystartowała w kosmos na pokładzie rakiety sondażowej typu Véronique AGI 47 (przygotowanej na podstawie konstrukcji niemieckich typu A8 z czasów wojny). Start odbył się z Sahary, na terytorium Algierii. Silnik główny pracował przez 42 sekundy, w czasie których przeciążenie w kapsule z kotką sięgnęło 9,5 g. Ładunek został wyniesiony na wysokość 157 km. Następnie zwierzę spędziło pięć minut w stanie nieważkości. Lot suborbitalny trwał dziesięć minut i 35 sekund i zakończył się udanym lądowaniem kapsuły na spadochronach.

### Losy po powrocie
Po swoim locie kotka badana była przez naukowców w CERMA. Poddano ją m.in. badaniom fal mózgowych, aby stwierdzić, czy pobyt w kosmosie wpłynął na funkcjonowanie mózgu. Wyniki określono jako „ważny wkład w badania”. Dalsze losy francuskiej zwierzęcej astronautki nie są znane. 15 listopada 1963 roku telewizja francuska wyemitowała film dokumentalny o kotce-astronautce. Później samo zdarzenie zostało mocno zapomniane, ponieważ Francja nie przeprowadziła własnych załogowych lotów w kosmos (obywatele francuscy latali zawsze w pojazdach radzieckich – potem rosyjskich lub amerykańskich), więc losy Félicette nie rozbudziły tak wyobraźni, jak misje radzieckich psów czy amerykańskich małp, których bezpośrednim następstwem były loty ludzi w kosmos.